# Rinor Topallaj
Rinor Topallaj (27 gennaio 1998) è un giocatore di calcio a 5 e calciatore norvegese, pivot del Fredrikshald e centrocampista del Råde.

## Carriera
Topallaj ha giocato nelle giovanili delle società calcistiche dell'area di Sarpsborg: Sparta Sarpsborg, Sarpsborg e Sarpsborg 08. Come previsto dai regolamenti della Norges Fotballforbund, si è alternato tra calcio e calcio a 5, iniziando a giocare per il Fredrikshald a partire dalla stagione 2015-2016.
Nel 2017, Topallaj è passato dal Sarpsborg 08 al Kvik Halden. Ha esordito in squadra, in 3. divisjon, in data 17 aprile: è stato schierato titolare nella vittoria per 1-2 arrivata sul campo dell'Ørn-Horten. Il 22 aprile, contro il Kråkerøy, ha trovato la prima rete con questa casacca, contribuendo al pareggio casalingo per 2-2.
Nel corso della stessa stagione, è passato al Råde, in 4. divisjon. Nel 2018 è passato alla sezione calcistica del Fredrikshald, in 6. divisjon.
Nel calcio a 5, al termine del campionato 2017-2018, il suo Fredrikshald ha conquistato la promozione in Eliteserie. Il 5 dicembre 2018 ha debuttato per la Nazionale di calcio a 5 della Norvegia, in occasione della vittoria per 2-5 contro la Groenlandia.
Per la stagione calcistica 2019 si è accordato con lo Sprint-Jeløy.

## Statistiche

### Presenze e reti nei club
Statistiche aggiornate al 28 agosto 2020.
| Stagione        | Squadra         | Campionato      | Campionato | Campionato | Coppe nazionali | Coppe nazionali | Coppe nazionali | Coppe continentali | Coppe continentali | Coppe continentali | Altre coppe | Altre coppe | Altre coppe | Totale | Totale | Totale |
| Stagione        | Squadra         | Comp            | Pres       | Reti       | Comp            | Pres            | Reti            | Comp               | Pres               | Reti               | Comp        | Pres        | Reti        | Pres   | Reti   |        |
| --------------- | --------------- | --------------- | ---------- | ---------- | --------------- | --------------- | --------------- | ------------------ | ------------------ | ------------------ | ----------- | ----------- | ----------- | ------ | ------ | ------ |
| gen.-set. 2017  | Kvik Halden     | 3D              | 6          | 1          | CN              | 1               | 1               | -                  | -                  | -                  | -           | -           | -           | 7      | 2      |        |
| set.-dic. 2017  | Råde            | 4D              | 2          | 0          | CN              | -               | -               | -                  | -                  | -                  | -           | -           | -           | 2      | 0      |        |
| 2018            | Fredrikshald    | 6D              | 20         | 4          | -               | -               | -               | -                  | -                  | -                  | -           | -           | -           | 20     | 4      |        |
| 2019            | Sprint-Jeløy    | 4D              | 10         | 4          | CN              | -               | -               | -                  | -                  | -                  | -           | -           | -           | 10     | 4      |        |
| Totale carriera | Totale carriera | Totale carriera | 38         | 9          |                 | 1               | 1               |                    | -                  | -                  |             | -           | -           | 39     | 10     |        |